# Orgerus
Orgerus [ɔʁʒəʁys] est une commune française située dans le département des Yvelines en région Île-de-France.

## Géographie

Localisation d'Orgerus dans les Yvelines.

### Situation
La commune d'Orgerus est située dans l'Ouest du département des Yvelines, à 20 km environ au Sud de Mantes-la-Jolie, sous-préfecture, et à 36 km environ à l'Ouest de Versailles, préfecture du département.
Elle se trouve sur un plateau à vocation agricole, à une altitude moyenne de 120 mètres s'élevant régulièrement vers le Sud.
Les communes limitrophes sont Saint-Martin-des-Champs au Nord, Osmoy au Nord-Est, Flexanville à l'Est-Nord-Est, Béhoust à l'Est, Millemont au Sud-Est, Bazainville au Sud-Ouest, Tacoignières à l'Ouest et Prunay-le-Temple au Nord-Ouest.

### Lieux-dits et écarts
- Le Moutier, Béconcelle, le Pré du Bourg, l'Aunay, la Goupillerie, la Jouanerie, l'Arnière, la Rolanderie (partagé avec Prunay-le-Temple).

### Hydrographie
Le territoire communal est irrigué par la Flexanville, petite rivière de 11 km de long, affluent de la Vaucouleurs, qui traverse la commune le long de sa limite Nord-Ouest. Cette rivière, qui s'écoule vers le Nord-Ouest, reçoit plusieurs ruisseaux naissant dans la commune ou la traversant, dont les principaux, qui coulent vers le Nord, sont, d'Est en Ouest, le ru du Moulin de l'étang (7 km), le ru des Abbesses (2 km), le ru de l'Aunay (2 km).
La commune est en outre traversée d'Ouest en Est, au sud du village, par l'aqueduc de l'Avre, ouvrage enterré qui contribue à l'alimentation de la ville de Paris en eau potable venant de l'Eure.

### Transports et voies de communications

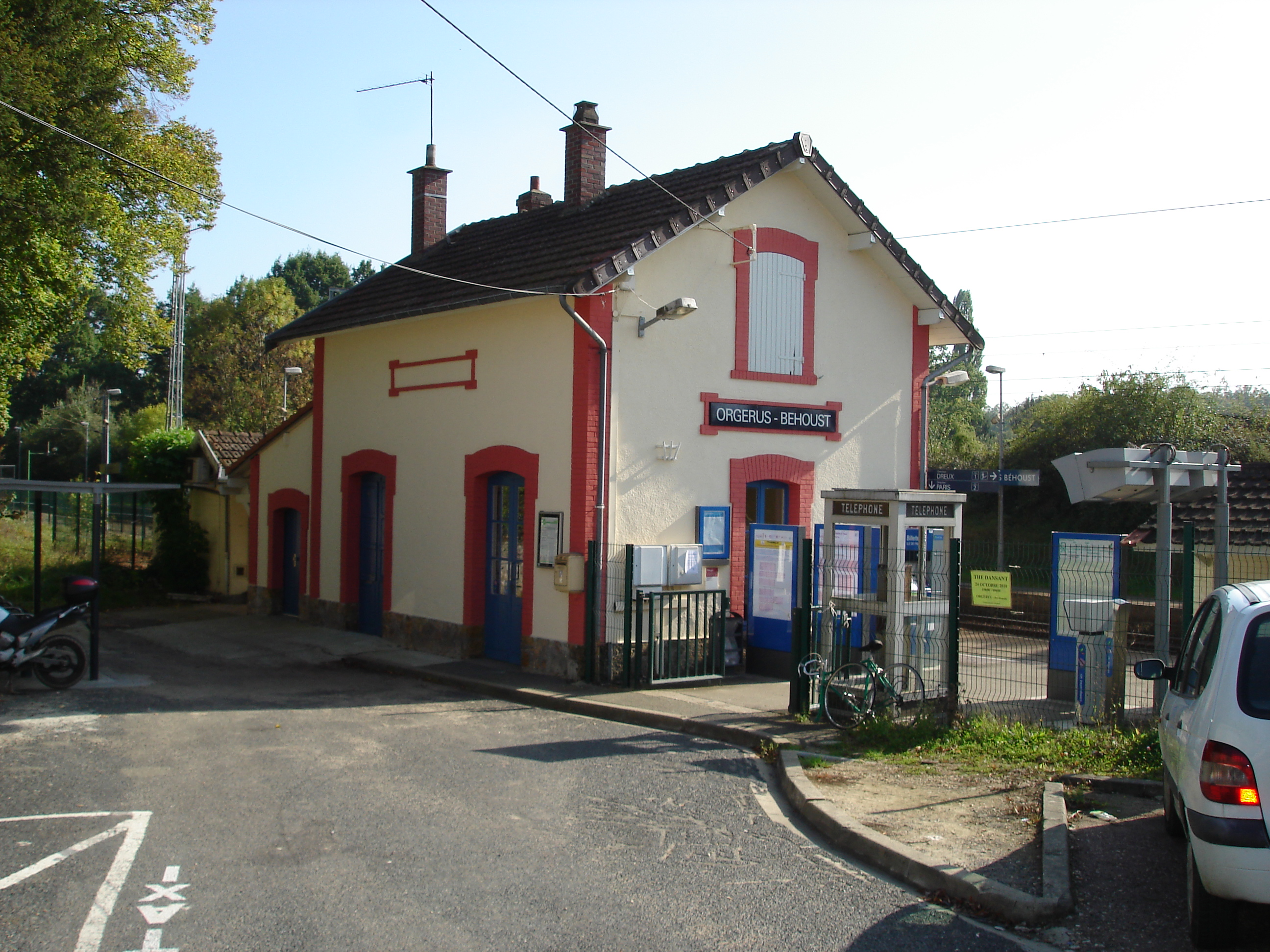
La gare d'Orgerus - Béhoust.

#### Réseau routier
La commune est desservie par la route départementale 42 reliant Septeuil au Nord à Neauphle-le-Vieux au Sud-Est et la route départementale 45 reliant Orgeval au Nord-Est à Richebourg au Sud-Ouest.

#### Desserte ferroviaire
La ligne de Saint-Cyr à Surdon passe sur le territoire communal. La commune possède une gare ferroviaire sur cette ligne, desservie notamment par la ligne N du Transilien.

#### Desserte Autobus
La commune est desservie par les lignes 2, 55 et Express 67 du réseau de bus Centre et Sud Yvelines.

### Climat
Pour des articles plus généraux, voir Climat de l'Île-de-France et Climat des Yvelines.
En 2010, le climat de la commune est de type climat océanique dégradé des plaines du Centre et du Nord, selon une étude du CNRS s'appuyant sur une série de données couvrant la période 1971-2000. En 2020, Météo-France publie une typologie des climats de la France métropolitaine dans laquelle la commune est exposée à un climat océanique et est dans la région climatique Sud-ouest du bassin Parisien, caractérisée par une faible pluviométrie, notamment au printemps (120 à 150 mm) et un hiver froid (3,5 °C).
Pour la période 1971-2000, la température annuelle moyenne est de 10,6 °C, avec une amplitude thermique annuelle de 14,2 °C. Le cumul annuel moyen de précipitations est de 661 mm, avec 10,5 jours de précipitations en janvier et 7,9 jours en juillet. Pour la période 1991-2020, la température moyenne annuelle observée sur la station météorologique la plus proche, située sur la commune de Magnanville à 14 km à vol d'oiseau, est de 11,6 °C et le cumul annuel moyen de précipitations est de 641,5 mm,. Pour l'avenir, les paramètres climatiques de la commune estimés pour 2050 selon différents scénarios d'émission de gaz à effet de serre sont consultables sur un site dédié publié par Météo-France en novembre 2022.

## Urbanisme

### Typologie
Au 1er janvier 2024, Orgerus est catégorisée bourg rural, selon la nouvelle grille communale de densité à sept niveaux définie par l'Insee en 2022.
Elle appartient à l'unité urbaine d'Orgerus, une agglomération intra-départementale regroupant deux  communes, dont elle est ville-centre,,. Par ailleurs la commune fait partie de l'aire d'attraction de Paris, dont elle est une commune de la couronne,. Cette aire regroupe 1 929 communes,.

### Occupation des sols
Le tableau ci-dessous présente l'occupation des sols de la commune en 2018, telle qu'elle ressort de la base de données européenne d’occupation biophysique des sols Corine Land Cover (CLC).
| Type d’occupation                                                                   | Pourcentage | Superficie (en hectares) |
| ----------------------------------------------------------------------------------- | ----------- | ------------------------ |
| Tissu urbain discontinu                                                             | 9,4 %       | 136                      |
| Terres arables hors périmètres d'irrigation                                         | 47,1 %      | 682                      |
| Prairies et autres surfaces toujours en herbe                                       | 15,5 %      | 225                      |
| Surfaces essentiellement agricoles interrompues par des espaces naturels importants | 3,1 %       | 45                       |
| Forêts de feuillus                                                                  | 24,8 %      | 359                      |
| Source : Corine Land Cover                                                          |             |                          |

## Toponymie
Orgerus s'est d'abord appelé Besconcelles aux IXe et XIIe siècles.
Le nom de la localité est attesté sous la forme Orgerus en 1230.
Selon le mode de l'étymologie populaire, Orgerus serait dérivé du mot orge et signifierait « champ d’orge », « culture d'orge »,,,.
En réalité, aucun élément ne permet de rattacher Orgerus au type toponymique Orgères qui signifie « champ d’orge », « culture d'orge », car il n'existe aucun suffixe *-erus ayant un sens collectif ou autre. C'est pourquoi les principaux toponymistes comme Albert Dauzat et Ernest Nègre n'ont pas expliqué ce toponyme.

## Histoire
Orgerus s’appelait autrefois Béconcelles. Le hameau du Moutier, dans lequel se trouve encore aujourd’hui l’église, était le chef-lieu de la Paroisse.

### Carolingiens
Au IXe siècle, Bisconcella (Béconcelles) était le centre de nombreuses possessions de l'abbaye de Saint-Germain-des-Prés, à Garancières, Auteuil, Flexanville, Maule, Osmoy, Orvilliers etc. À Béconcelles même, une agglomération de 26 feux était serve de l'abbaye qui possédait un bois, huit hectares de terre et une église assez solidement construite. C'était également un fisc pour les autres territoires de l'abbaye. Habet in Bisconcella mansum dominicatum bene constructum, cum ecclesiis duabus bene constructis et de- coratis, et alus casticiis sufficienter, ce qui se traduit par : il y avait à Bisconcelles la maison du maître bien construite, et deux églises bien construites et décorées et autres édifices à convenances.

### Capétiens
En 1064, ces biens et cette église étaient devenus la propriété de Geoffroy de Gometz, seigneur de Béconcelle (à Orgerus), de Bazainville et de Versailles en partie. Il fonde le prieuré Saint-Georges de Bazainville ;  il réserva toutefois l’usufruit des droits qu’il prélevait sur cette paroisse en faveur de son frère Ours de Gomets. Cependant, après la mort de celui-ci, ces revenus passèrent à l’archidiacre Guillaume, puis à Simon de Neauphle, qui en fit l’abandon définitif devant saint Yves, évêque de Chartres le 13 mai 1098.
En 1206, Hugues de Camilly, fils de Nivart se dit Dominus Besconcellarum. En 1230, Aubert d’Andrezel est seigneurie de Béconcelles, vassal du comte de Montfort ; il avait lui-même pour vassaux Guillaume et Hubert d'Orgerus, première mention d'Orgerus. Il faut signaler qu'à l'époque, 1230, un Huet des Orgerus, vassal de Montfort, est seigneur de Béhoust. 1283 Hue des Orgerus fait hommage à Béatrix, comtesse de Dreux. En 1282, le comte de Dreux à qui appartient Béconcelles meurt. La veuve Béatrix entre en jouissance des biens avec la garde noble de ses enfants mineurs et en 1286, elle rend compte de sa tutelle à son fils aîné Jean comte de Dreux, mais elle jouit de la propriété jusqu’en 1315, époque de sa mort, c’est-à-dire pendant 33 ans. À partir de ce moment le nom de Beconcelles disparaît et celui d'Orgerus reste seul.
En 1411, Jean Balu, échanson du roi, fait hommage au seigneur de Marcouville, seigneur d'Orgerus pour ses fiefs de Flexanville, Maubuisson, Balu et Cocheret.

### XVIesiècle
En 1523, 1524, 1525, 1530 et 1556, Antoine de Canion (ou Caujon) est seigneur des Orgerus et Tacoignières. En 1559, son fils Gaspard de Canion fait hommage au roi pour Orgerus et Tacoignières. Il mourut peu après sans enfant, puisque sa sœur Jeanne de Canion porta Orgerus à Louis de la Fontaine. En 1535, Jean Brosset, avocat au Parlement, fait hommage au roi pour partie de la seigneurie d'Orgerus. Denise de la Fontaine de Lesches épousa en 1594 Louis II de Rouvroy dit « de Saint-Simon », grand-père du célèbre mémorialiste.

### XVIIesiècle
1602, René seigneur des Orgerus.

### XVIIIesiècle
En 1705, Claude de Longueil, marquis de Maison est seigneur d'Orgerus. En 1725, le Président de Maisons, est châtelain d'Orgerus, d'Osmoy, Tacoignières, et Flexanville.
En 1775, Philippe Cuisy, ancien fermier général est seigneur d'Orgerus, Flexanville, Villiers le-Mahieu.

## Politique et administration

### Liste des maires
| Période                                  | Période                | Identité               | Étiquette | Qualité                                        |
| ---------------------------------------- | ---------------------- | ---------------------- | --------- | ---------------------------------------------- |
| Les données manquantes sont à compléter. |                        |                        |           |                                                |
| novembre 1924                            | juin 1942              | Eugène Pichon          |           |                                                |
| juin 1942                                | mai 1945               | Camille Benoist        |           |                                                |
| mai 1945                                 | février 1950           | André Pichon           |           |                                                |
| février 1950                             | mars 1959              | Albert Keucke          |           |                                                |
| mars 1959                                | mars 1966              | Claude Benoist         |           |                                                |
| mars 1966                                | juin 1967              | Edmond Lequien         |           |                                                |
| juin 1967                                | mars 1971              | Maurice Laban          | Rad.      |                                                |
| mars 1971                                | mars 1977              | Edmond Lequien         |           |                                                |
| mars 1977                                | 1982 (décès)           | Maurice Drevet         |           |                                                |
| octobre 1982                             | mars 1989              | Léa Wacquez            |           |                                                |
| mars 1989                                | juin 1995              | Jean-Pierre Hautecoeur |           |                                                |
| juin 1995                                | mars 2001              | Yves Bobant            |           |                                                |
| mars 2001                                | mars 2008              | Gérard Amblot          | DVD       |                                                |
| mars 2008                                | mars 2014              | Bernard Le Goaziou     | DVD       | Retraité                                       |
| mars 2014                                | avril 2015 (démission) | Amédée de Broissia     | SE        | Retraité de la fonction publique               |
| juin 2015                                | En cours               | Jean-Michel Verplaetse | SE        | Cadre supérieur Réélu pour le mandat 2020-2026 |

### Instances administratives et judiciaires
La commune d"Orgerus appartient au canton de Bonnières-sur-Seine et est rattachée à la communauté de communes du Pays Houdanais.
Sur le plan électoral, la commune est rattachée à la neuvième circonscription des Yvelines, circonscription à dominante rurale du nord-ouest des Yvelines.
Sur le plan judiciaire, Orgerus fait partie de la juridiction d’instance de Mantes-la-Jolie et, comme toutes les communes des Yvelines, dépend du tribunal de grande instance ainsi que de tribunal de commerce sis à Versailles,.

### Tendances politiques et résultats
| Scrutin             | Scrutin             | 1er tour | 1er tour  | 1er tour | 1er tour | 1er tour  | 1er tour | 1er tour | 1er tour | 1er tour | 1er tour | 1er tour | 1er tour | 2d tour | 2d tour | 2d tour | 2d tour | 2d tour | 2d tour |
| Scrutin             | Scrutin             | 1er      | 1er       | %        | 2e       | 2e        | %        | 3e       | 3e       | %        | 4e       | 4e       | %        | 1er     | 1er     | %       | 2e      | 2e      | %       |
| ------------------- | ------------------- | -------- | --------- | -------- | -------- | --------- | -------- | -------- | -------- | -------- | -------- | -------- | -------- | ------- | ------- | ------- | ------- | ------- | ------- |
| Présidentielle 2017 | Présidentielle 2017 |          | EM        | 26,15    |          | LR        | 24,97    |          | LFI      | 16,79    |          | FN       | 16,23    |         | EM      | 73,72   |         | FN      | 26,28   |
| Présidentielle 2022 | Présidentielle 2022 |          | LREM      | 32,48    |          | RN        | 18,12    |          | LFI      | 18,95    |          | REC      | 7,59     |         | LREM    | 67,52   |         | RN      | 32,48   |
| Législatives 2022   | 9e                  |          | MoDem-Ens | 33,81    |          | LFI-Nupes | 22,83    |          | RN       | 18,05    |          | LR       | 7,64     |         | MoDem   | 63,96   |         | RN      | 36,04   |
| Législatives 2024   | 9e                  |          | MoDem-Ens | 30,82    |          | RN        | 28,91    |          | PS-NFP   | 23,27    |          | LR       | 11,21    |         | PS      | 56,29   |         | RN      | 43,71   |

## Population et société

### Démographie

#### Évolution démographique
L'évolution du nombre d'habitants est connue à travers les recensements de la population effectués dans la commune depuis 1793. Pour les communes de moins de 10 000 habitants, une enquête de recensement portant sur toute la population est réalisée tous les cinq ans, les populations de référence des années intermédiaires étant quant à elles estimées par interpolation ou extrapolation. Pour la commune, le premier recensement exhaustif entrant dans le cadre du nouveau dispositif a été réalisé en 2008.

En 2022, la commune comptait 2 484 habitants, en évolution de +6,56 % par rapport à 2016 (Yvelines : +2,72 %, France hors Mayotte : +2,11 %).
| 1793 | 1800 | 1806 | 1821 | 1831 | 1836 | 1841 | 1846 | 1851 |
| ---- | ---- | ---- | ---- | ---- | ---- | ---- | ---- | ---- |
| 700  | 722  | 832  | 753  | 790  | 817  | 780  | 775  | 741  |

| 1856 | 1861 | 1866 | 1872 | 1876 | 1881 | 1886 | 1891 | 1896 |
| ---- | ---- | ---- | ---- | ---- | ---- | ---- | ---- | ---- |
| 716  | 714  | 745  | 735  | 757  | 725  | 704  | 842  | 780  |

| 1901 | 1906 | 1911 | 1921 | 1926 | 1931 | 1936 | 1946 | 1954 |
| ---- | ---- | ---- | ---- | ---- | ---- | ---- | ---- | ---- |
| 717  | 721  | 744  | 672  | 792  | 827  | 906  | 897  | 914  |

| 1962 | 1968  | 1975  | 1982  | 1990  | 1999  | 2006  | 2008  | 2013  |
| ---- | ----- | ----- | ----- | ----- | ----- | ----- | ----- | ----- |
| 884  | 1 012 | 1 457 | 2 004 | 2 184 | 2 245 | 2 324 | 2 347 | 2 325 |

| 2018  | 2022  | - | - | - | - | - | - | - |
| ----- | ----- | - | - | - | - | - | - | - |
| 2 409 | 2 484 | - | - | - | - | - | - | - |

#### Pyramide des âges
En 2018, le taux de personnes d'un âge inférieur à 30 ans s'élève à 30,9 %, soit en dessous de la moyenne départementale (38 %). À l'inverse, le taux de personnes d'âge supérieur à 60 ans est de 28,7 % la même année, alors qu'il est de 21,7 % au niveau départemental.
En 2018, la commune comptait 1 177 hommes pour 1 232 femmes, soit un taux de 51,14 % de femmes, légèrement inférieur au taux départemental (51,32 %).
Les pyramides des âges de la commune et du département s'établissent comme suit.
| Hommes | Classe d’âge | Femmes |
| ------ | ------------ | ------ |
| 0,2    | 90 ou +      | 0,6    |
| 7,6    | 75-89 ans    | 9,3    |
| 19,7   | 60-74 ans    | 19,8   |
| 23,2   | 45-59 ans    | 25,0   |
| 16,8   | 30-44 ans    | 15,9   |
| 13,8   | 15-29 ans    | 12,6   |
| 18,7   | 0-14 ans     | 16,7   |

| Hommes | Classe d’âge | Femmes |
| ------ | ------------ | ------ |
| 0,6    | 90 ou +      | 1,4    |
| 6      | 75-89 ans    | 7,8    |
| 13,5   | 60-74 ans    | 14,8   |
| 20,7   | 45-59 ans    | 20,1   |
| 19,6   | 30-44 ans    | 19,9   |
| 18,5   | 15-29 ans    | 16,8   |
| 21,2   | 0-14 ans     | 19,2   |

## Jumelages
- Washingborough (Royaume-Uni)
- Unterdießen (Allemagne)

### Enseignement
- Ecole Maternelle,
- Ecole primaire,
- Collège Georges-Pompidou[44].

### Sports
- Stade Marcel-Cuaz, principal lieu de pratique sportive à Orgerus, fut créé par la loi Léo Lagrange. Bien que la municipalité ne dispose pas d'équipe sportive de football et basket-ball, le stade Marcel-Cuaz permet néanmoins, l'entrainement d'équipes de football des villages avoisinants, comme le "Football Club Racing Houdan", et l'organisation de manifestations sportives et de fêtes locales.

## Culture locale et patrimoine

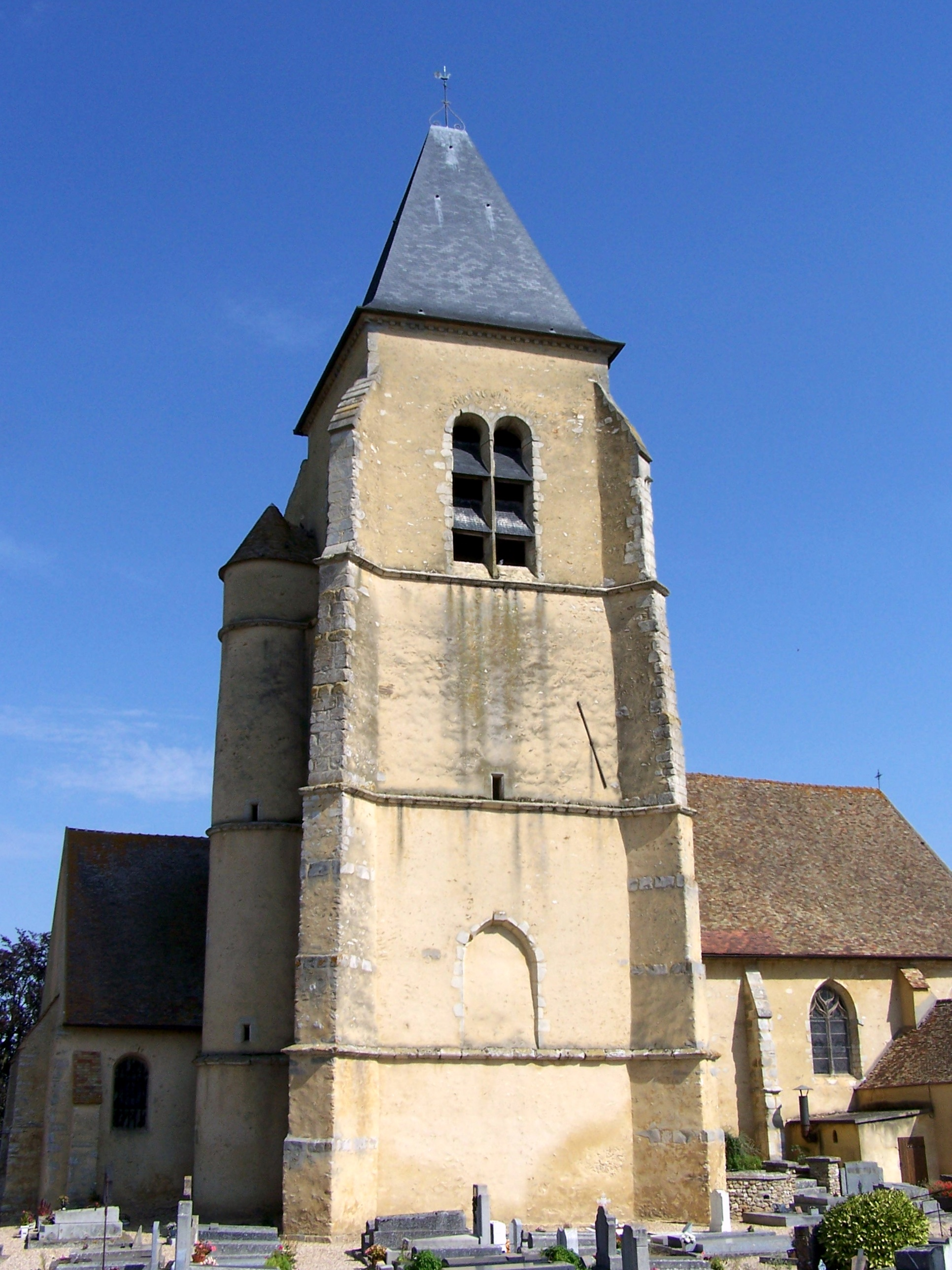
Le clocher de l'église.

### Lieux et monuments
- Sarcophages mérovingiens de Béconcelles, au Sud du village.
- Église Saint-Pierre-aux-Liens, XVe (IMH), construite sur l'emplacement d'une première église dont subsiste le clocher XIIe ; nef du XVIe siècle, lambrissée terminée par un chœur polygonal voûté d'ogives, clocher carré massif à un étage percé de baies géminées flanqué d'une tourelle d'escalier et appuyé de contreforts aux angles ; autel en bois et retable XVIIe, bas-reliefs funéraires derrière l'autel, statues en bois de saint Pierre XVe et saint Damien XVIIe.
- Cimetière très ancien.
- Vestiges du château d'Orgerus (parc loti).
- Les Châteaux (XVIIIe siècle) de Montplaisant et des Ifs (centre de formation des travailleuses familiales).
- Les Halles, début XIXe.

### Personnalités liées à la commune
- Le sculpteur Raphaël Diligent (1884-1964) a vécu à Orgerus, ville dont il a été conseiller municipal de 1935 à 1945.
- Le chanteur C. Jérôme a habité à Orgerus.
- Le dessinateur et peintre Xavier Zevaco a vécu trente ans à Orgerus.

### Héraldique
| Armes d'Orgerus | Les armes d'Orgerus se blasonnent ainsi : taillé d'argent et de gueules, au premier à un bouquet de bleuets et coquelicots au naturel, au second de gueules à un bouquet d'orge d'or lié de sable, à la bande d'azur brochant sur la partition, chargée de trois fleurs de lys d'or posées à plomb. Ce blason a été adopté par le conseil municipal d'Orgerus le 30 juin 2009. Le bouquet d'orge fait référence au nom même d'Orgerus (armes parlantes), le bouquet de coquelicots et bleuets est celui de Béatrix, dame des Orgereux et de la châtellenie d'Orgerus au XIIIe siècle, enfin la bande d'azur aux fleurs de lys d'or reprend les armes traditionnelles de l'Île-de-France. |